# Nicol Williamson
Pour les articles homonymes, voir Williamson.
Nicol Williamson est un acteur britannique né le 14 septembre 1936 à Hamilton (Royaume-Uni), et mort le 16 décembre 2011 à Amsterdam.

## Biographie
Nicol Williamson apprend l'art dramatique à la Birmingham School of Speech Training and Dramatic Art de 1953 à 1956. Il commence sa carrière d'acteur professionnel au Dundee Repertory Theatre en 1960. Il part pour Londres l'année suivante et joue dans les années 1960 deux rôles au théâtre qui le rendent célèbre : celui de Bill Maitland dans Inadmissible Evidence de John Osborne en 1964 et celui de Hamlet en 1968. Il reprend ces deux rôles lors des adaptations au cinéma des deux pièces. Il obtient aussi un triomphe avec son interprétation de Vladimir dans En attendant Godot, Samuel Beckett qualifiant son interprétation de « géniale ».
Alors que John Osborne le considère comme « le plus grand acteur depuis Marlon Brando », sa carrière est néanmoins freinée en raison de ses excès, de son comportement imprévisible et de ses manières brusques. Parmi ses nombreuses frasques, il frappe David Merrick alors que celui-ci est le producteur de théâtre le plus puissant de Broadway, il interrompt en 1968 une représentation de Hamlet en s'excusant de son interprétation qu'il juge mauvaise et quitte la scène, et il frappe avec son épée de scène son partenaire Evan Handler durant une représentation de I Hate Hamlet en 1991.
Au cinéma, il remporte la Coquille d'argent du meilleur acteur au Festival international du film de Saint-Sébastien 1969 pour son rôle dans La Chambre obscure et il est nommé pour le British Academy Film Award du meilleur acteur en 1969 et 1970 pour ses rôles dans The Bofors Gun et Inadmissible Evidence. Ses autres rôles les plus connus sont ceux de Sherlock Holmes dans Sherlock Holmes attaque l'Orient Express (1976), de Petit Jean dans La Rose et la Flèche (1976) et de Merlin dans Excalibur (1981). Il a également remporté un grand succès sur les planches en 1994 avec son one-man-show sur la vie de John Barrymore.
Il a été marié de 1971 à 1977 avec l'actrice Jill Townsend, avec qui il a eu un fils, Luke. Il meurt le 16 décembre 2011 d'un cancer de l'œsophage.

## Filmographie

### Cinéma
- 1963 : The Six-Sided Triangle de Christopher Miles (court-métrage) : l'amoureux
- 1968 : The Bofors Gun de Jack Gold : O'Rourke
- 1968 : Inadmissible Evidence d'Anthony Page : Bill Maitland
- 1969 : La Chambre obscure (Laughter in the Dark) de Tony Richardson : Sir Edward More
- 1969 : Hamlet de Tony Richardson : Hamlet
- 1970 : The Reckoning de Jack Gold : Michael Marler
- 1972 : The Jerusalem File de John Flynn : Professeur Lang
- 1972 : Le Moine d'Ado Kyrou : le duc de Talamur
- 1975 : Le Vent de la violence (The Wilby Conspiracy) de Ralph Nelson : Major Horn
- 1976 : La Rose et la Flèche (Robin and Marian) de Richard Lester : Petit Jean
- 1976 : Sherlock Holmes attaque l'Orient Express (The Seven-Per-Cent Solution) : Sherlock Holmes
- 1977 : Adieu, je reste (The Goodbye Girl) d'Herbert Ross : Oliver Fry
- 1978 : Le Privé de ces dames (The Cheap Detective) de Robert Moore : Colonel Schlissel
- 1979 : The Human Factor d'Otto Preminger : Maurice Castle
- 1981 : Excalibur de John Boorman : Merlin
- 1981 : Venin (Venom) de Piers Haggard : Cmdr. William Bulloch
- 1982 : I'm Dancing as Fast as I Can de Jack Hofsis : Derek Bauer
- 1985 : Oz, un monde extraordinaire (Return to Oz) de Walter Murch : Dr. Worley / le roi gnome
- 1987 : La Veuve noire (Black Widow) de Bob Rafelson : William Macauley
- 1990 : L'Exorciste: la suite (The Exorcist III) de William Peter Blatty : Père Paul Morning
- 1993 : L'Heure du Cochon (The Hour of the Pig) de Leslie Megahey : Seigneur Jehan d'Auferre
- 1996 : Du Vent dans les saules (The Wind in the Willows) de Terry Jones : Blaireau (Badger)
- 1997 : Spawn de Mark A.Z. Dippé : Cogliostro

### Télévision
- 1963 : Z-Cars (série, saison 2 épisode 33) : Jack Clark
- 1965 : Horror of Darkness (téléfilm) : Robin Fletcher
- 1968 : Of Mice and Men de Ted Kotcheff (téléfilm, d'après Des souris et des hommes de John Steinbeck) : Lennie
- 1972 : Arturo UI (téléfilm) : Arturo Ui
- 1978 : Columbo : Jeu de mots (How to Dial a Murder) (série, saison 7 épisode 4) : Dr Eric Mason
- 1978 : The Word (mini-série) : Maertin de Vroome
- 1983 : Macbeth (téléfilm) : Macbeth
- 1984 : Sakharov (téléfilm) : Malyarov
- 1985 : Christophe Colomb (Cristoforo Colombo), mini-série de 4 épisodes d'Alberto Lattuada : Ferdinand II d'Aragon
- 1986 : Le Piège de l'orchidée (téléfilm) : Albert Coskin
- 1986 : Mountbatten, le dernier vice-roi (Lord Mountbatten: The Last Viceroy) (mini-série) : Lord Louis Mountbatten